# Пенкина, Светлана Александровна
Светлана Александровна Пенкина (6 июня 1951 — 20 октября 2016, Минск, Белоруссия) — советская актриса.

## Биография
Отец — Александр Павлович Пенкин, офицер, полковник. Мать — Лариса Никифоровна Пенкина, учительница.
Окончила Минский театрально-художественный институт.
В 1984 году принята в ансамбль «Песняры» Белорусской государственной филармонии.
Ведущая концертов, режиссёр в ансамбле «Песняры» (1984–1993). Помощник художественного руководителя в ансамбле  «Песняры» (1993–2003). Директор музея В. Г. Мулявина в Белорусской государственной филармонии (2006—2016).
Вдова Владимира Мулявина, в браке с которым с 1981 года. Сменила фамилию на Мулявина-Пенкина. В 1982 году у них родился сын Валерий.
Похоронена на Восточном (Московском) кладбище в Минске.

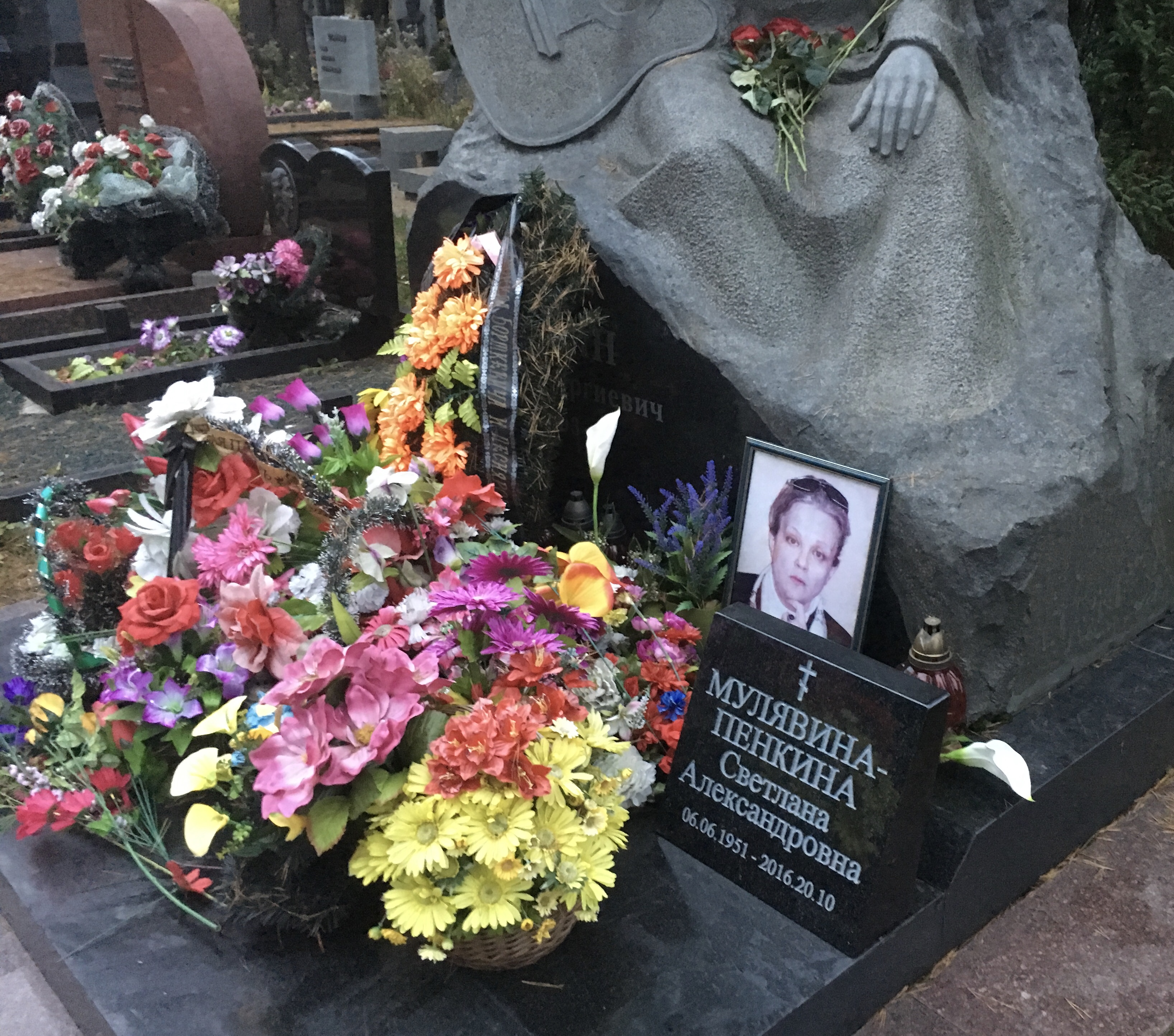
Могила Мулявиной-Пенкиной на Восточном кладбище Минска. Похоронена с мужем Владимиром Мулявиным (1941-2003).

## Фильмография
Актриса стала известна благодаря съёмкам в советском 13-серийном телефильме «Хождение по мукам» по одноимённому роману Алексея Толстого. Роль Кати Булавиной была дипломной работой выпускницы Минского театрального института.
Работая над этим образом, молодая актриса одновременно снялась ещё в двух кинокартинах. В фильме «Пыль под солнцем» сыграла Анну Михайловну, сподвижницу литовского революционера Иосифа Варейкиса. В фильме «Цвет золота» её героиня Зоя — среди первых ролей.
В 1982 году она сыграла роль Лиды в картине «Солнечный ветер», а в 1985 году — секретаря Вику в фильме «Грядущему веку», экранизации одноимённого романа Георгия Маркова, после чего больше в кино не снималась.
- 1971 — Могила льва — эпизод
- 1972 — День моих сыновей — Серова, пациентка
- 1974 — Хождение по мукам — Катя Булавина
- 1974 — Цвет золота — Зоя
- 1977 — А у нас была тишина… — Густенька Дроздова
- 1977 — Пыль под солнцем — Анна
- 1978 — Приказ номер один — Орлова
- 1981 — Берегите женщин — Оля, боцман буксира "Циклон"
- 1982 — Солнечный ветер — Лида, сотрудница Чебышева
- 1985 — Грядущему веку — Вика, секретарь

## Награды
- Почётная грамота Президиума Верховного Совета Республики Беларусь (3 ноября 1994 года) — за успехи в развитии национального музыкального искусства[5].